# Cheirodendron
Cheirodendron és un gènere amb 6 espècies de plantes de flors pertanyent a la família Araliaceae, són natius de Hawaii on creixen en les selves plujoses de les illes majors, i en Kipuka Puaulu.

## Taxonomia
El gènere està format per 6 espècies:
- Cheirodendron bastardianum (Decaisne) Frodin
- Cheirodendron dominii  Kraj.
- Cheirodendron fauriei Hochr.
- Cheirodendron forbesii (Sherff) Lowry
- Cheirodendron platyphyllum (Hook. i Arn.) Seem.
- Cheirodendron trigynum (Gaudich.) A.Heller